# Княгиня Ольга (балет)
Княгиня Ольга — балет в двух действиях украинского композитора Евгения Станковича на либретто Юрия Ильенко. В балете изображена жизнь Ольги Киевской; он был поставлен в 1981 году в ознаменование 1500-летия города Киева.
Премьера балета состоялась в Национальном академическом театре Оперы и Балета Тараса Шевченко (совр. Национальная опера Украины) 19 марта 1982 года, дирижёром выступил Стефан Турчак, хореографом Анатолий Шекера, художником Фёдор Нирод. Сюжет балета основан на жизни княгини Ольги, ее личной жизни, крещении и правлении.
Первый акт состоит из трех динамичных картин: детства, юности и взросления. Ольга изображена ребенком, девочкой и молодой женщиной. В детстве ее чуть не посадили в тюрьму; девушкой она знакомится со своим будущим мужем; в молодости она появляется как невеста. Именно ее замужество формирует характер будущей княгини. Второе действие – это рассказ о княжении Ольги, важнейшим моментом которого стала поездка в Константинополь и принятие православия. Кульминационная сцена – финальный апофеоз, в котором Ольга, как Богородица на крестообразной иконе, держит на руках маленького внука Владимира.
В постановке 2010 года Днепропетровского театра оперы и балета, балетмейстер Олег Николаев заменил либретто Ильенко своим собственным.